# Ibaraki Kasugaoka Kyōkai

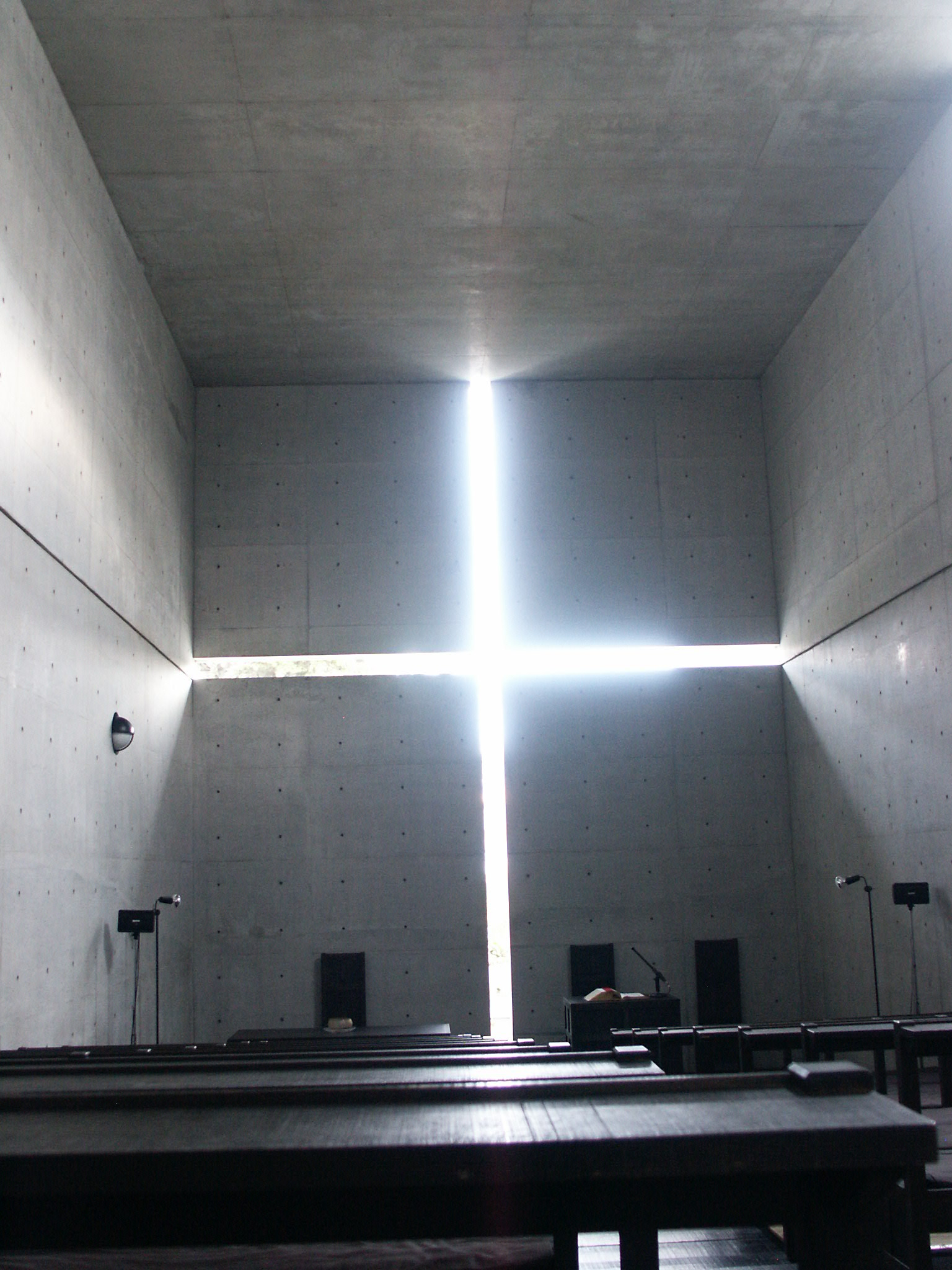
Innenansicht

Die Ibaraki Kasugaoka Kyōkai (jap. 茨木春日丘教会, Ibaraki Kasugaoka kyōkai; dt. „Ibaraki-Kasugaoka-Kirche“; auch: 光の教会, Hikari no kyōkai; dt. „Kirche des Lichts“) ist ein Kirchengebäude der Vereinigten Kirche Christi in Japan im Stadtviertel Kita-Kasugaoka der Stadt Ibaraki in der Präfektur Osaka.
Die Kirche des Lichts ist eines der bekanntesten Werke des japanischen Architekten Tadao Ando und wurde in den Jahren 1987 bis 1989 errichtet.

## Architektur
Das relativ kleine Kirchengebäude besteht aus einem Betonkubus mit einer Seitenlänge von 5,9 Meter Breite, 17,7 Meter Länge und 5,9 Meter Höhe.
Ein Schott trennt einen Teil des Raumes ab. Boden sowie Gestühl bestehen aus Holz. Wände und Decke sind als Sichtbeton nicht verkleidet.
Der Bau zeichnet sich durch eine minimalistische Reduktion aus. Der Kirchenraum liegt im Dunkeln. Auffällig ist die (verglaste) Kreuzform, die in den Beton der Altarwand geschnitten ist. Durch diese Lücke fällt am Morgen das Licht aus östlicher Richtung in den Innenraum.